# Sint-Willehaduskerk (Stade)
De Sint-Willehaduskerk (Duits: St.-Wilhadi-Kirche) is een van de vier evangelisch-lutherse kerken in de Nedersaksische hanzestad Stade. De kerk is vernoemd naar de eerste bisschop van Bremen, de missionaris Willehad.

## Geschiedenis
De oorsprong van de kerk bevindt zich in een romaans godshuis uit de 11e eeuw. De huidige drieschepige gotische hallenkerk stamt uit de 14e eeuw. Het oudste deel van de Sint-Willehaduskerk is waarschijnlijk de laat-13e-eeuwse westelijke toren.
De kerk ging in het jaar 1529 zonder grote conflicten van de rooms-katholieke over op de lutherse leer.
De kerk werd in het verleden veelvuldig getroffen door natuurgeweld en branden. In 1511 werd de toren door blikseminslag getroffen, waarbij het orgel en de klokken verwoest werden. De toren kreeg een afsluiting van twee zadeldaken die in 1576 door een hoge torenspits werden vervangen. De grote stadsbrand van 1659 bracht opnieuw grote verwoestingen, het volledige interieur, het dak en de torenspits vielen ten prooi aan de vlammen. Na de herbouw kreeg de toren een barokke afsluiting. In 1712 werd de stad Stade door Deense troepen belegerd. Tijdens de beschietingen raakten de toren en het inmiddels nieuw gebouwde orgel zwaar beschadigd. Net nadat de beschadigingen weer hersteld waren, trof in 1724 de bliksem de toren en de daarop volgende brand verwoestte wederom het orgel.
Ondanks zijn zware granieten fundament en de drie meter dikke muren is het muurwerk van de toren gedurende de eeuwen gaan wijken. Dankzij de helling naar het zuidwesten kreeg de toren de bijnaam "de scheve toren van Stade".

## Interieur
Het huidige barokke orgel werd in de jaren 1731-1736 door de orgelbouwer Erasmus Bielfeldt gebouwd. Het instrument werd in de jaren 1990 gerestaureerd en kreeg daarbij het historische klankbeeld terug. Bezienswaardig zijn ook het hoogaltaar, de kansel en een epitaaf voor Johannes Pahlen (1686).

## Afbeeldingen

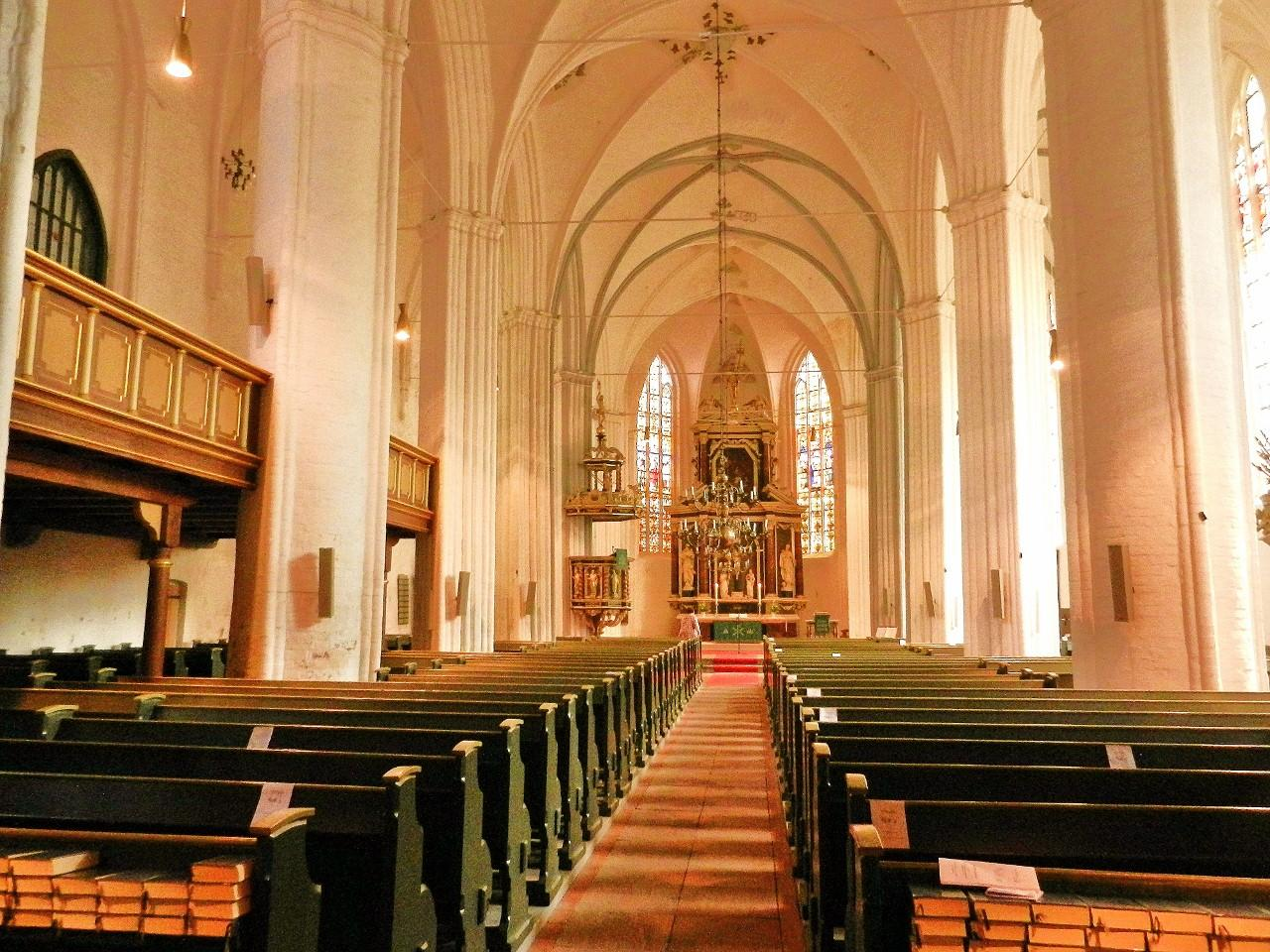
Overzicht interieur
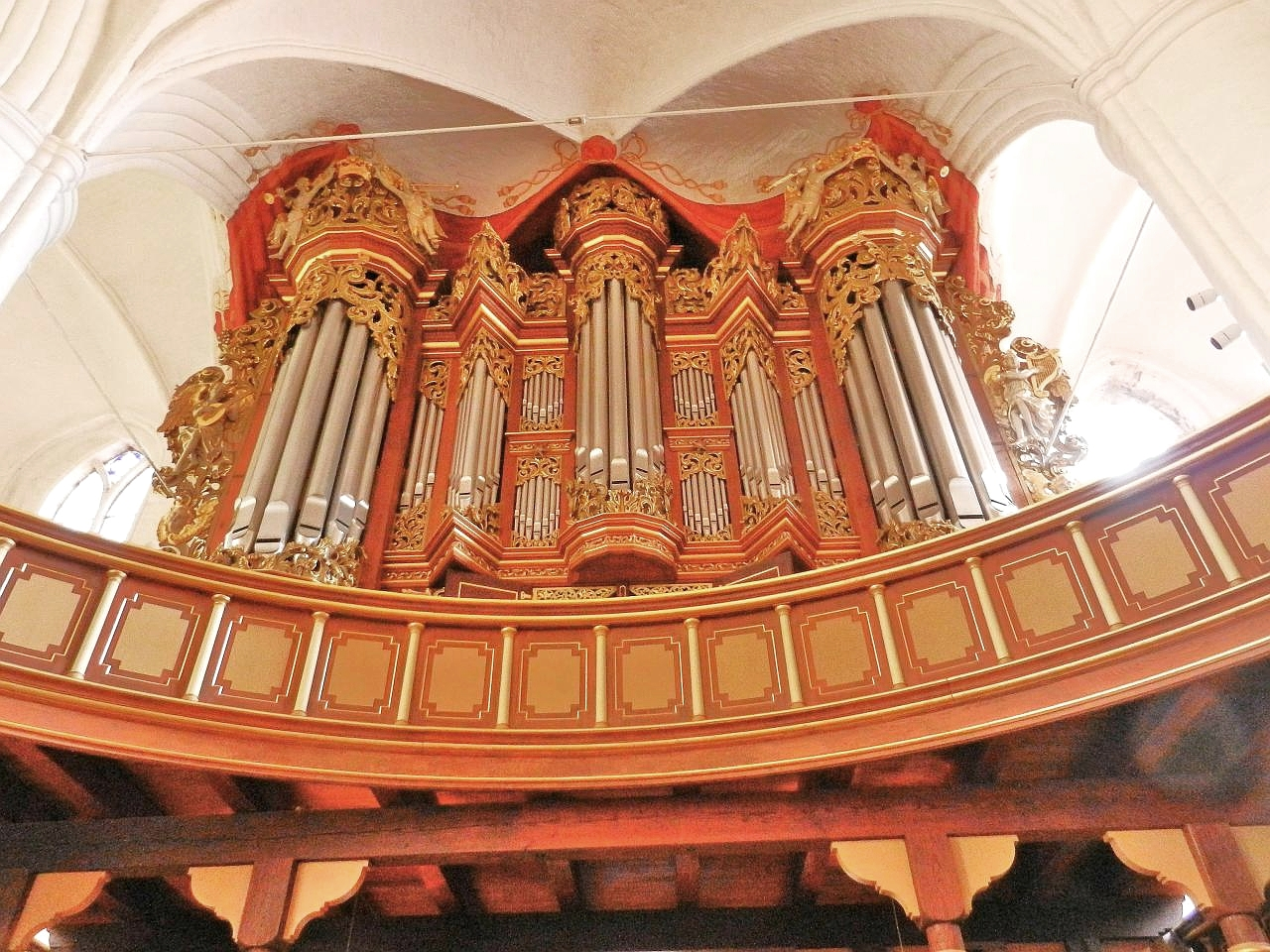
Orgel
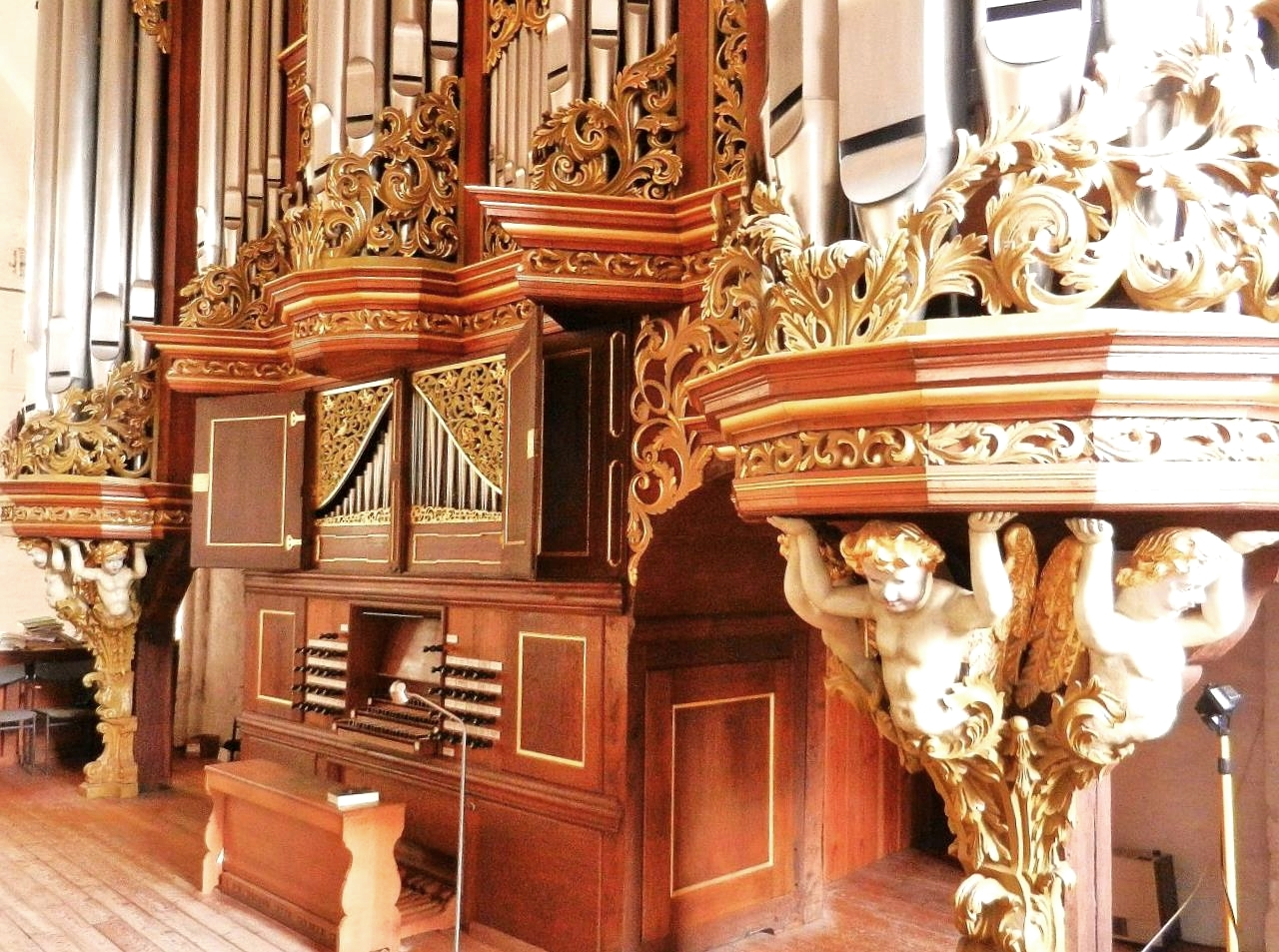